# NU ABO
『NU ABO』（ヌエビオ）は2010年5月6日に韓国で発売されたf(x)の1枚目のミニアルバム

## 収録曲
1. NU 예삐오 (NU ABO)
2. Mr. Boogie
3. アイスクリーム
4. ME+U
5. Surprise Party
6. Sorry (Dear. Daddy)